# Torneo Internacional Ciudad de Vall de Uxò
Il Torneo Internacional Ciudad de Vall de Uxò è un torneo professionistico di tennis giocato su campi in terra rossa. Fa parte dell'ITF Women's Circuit. Si gioca annualmente a La Vall d'Uixó in Spagna.

## Albo d'oro

### Singolare
| Anno | Campionessa         | Finalista             | Punteggio     |
| ---- | ------------------- | --------------------- | ------------- |
| 2011 | Dar'ja Sal'nikova   | Pilar Domínguez-López | 5–7, 6–2, 6–1 |
| 2012 | Sara Sorribes Tormo | Olga Sáez Larra       | 6–1, 6–1      |
| 2013 | Arantxa Rus         | Alizé Lim             | 6–1, 6–1      |

### Doppio
| Anno | Campionesse                             | Finaliste                                        | Punteggio        |
| ---- | --------------------------------------- | ------------------------------------------------ | ---------------- |
| 2011 | Viktorija Golubic Magdalena Kiszczynska | Ivonne Cavallé-Reimers Arabela Fernández Rabener | 7–5, 3–6, [10–8] |
| 2012 | Yana Sizikova Jade Windley              | Katharina Negrin Ksenija Sharifova               | 6–4, 6–3         |
| 2013 | Florencia Molinero Laura Thorpe         | Cindy Burger Arantxa Rus                         | 6–1, 6–4         |